# بايرون هارمون
بايرون هارمون هو مصور كندي، ولد في 1876، وتوفي في 1942.